# Szeletruk
Szeletruk románul: Sălătruc, falu Romániában, Erdélyben, Kolozs megyében.

## Fekvése
Désorbó (Gârbău Dejului) közelében fekvő település.

## Története
Szeletruk (Sălătruc) korábban Désorbó (Gârbău Dejului) része volt. 1956 körül vált külön településsé 57 lakossal.
1966-ban 90, 1977-ben 84, 1992-ben 76, a 2002-es népszámláláskor pedig 89 román lakosa volt.